# جینا لی ارتیز
جِیْنا لی اُرتیز (انگلیسی: Jaina Lee Ortiz؛ زادهٔ ۲۰ نوامبر ۱۹۸۶) هنرپیشه، رقص اهل ایالات متحده آمریکا است.

## گزیده فیلمشناسی
- سفر دختران (۲۰۱۷ در نقش خودش)
- آناتومی گری (۲۰۱۸–۲۰۱۹)